# Pave Gregor 14.
Pave Gregor 14. (11. februar 1535 – 16. oktober 1591) var pave fra d. 1590, hvor han blev valgt, frem til sin død i 1591.